# Gourmelin (fromage)
Pour les articles homonymes, voir Gourmelin.
Le Gourmelin est un fromage doux, à l'arôme crémeux et délicatement boisé.